# Chrīstos Aravidīs
Chrīstos Aravidīs (in greco: Χρήστος Αραβίδης; Atene, 13 marzo 1987) è un calciatore greco, attaccante svincolato.

## Palmarès

### Club

#### Competizioni nazionali
- Coppa di Grecia: 1

AEK Atene: 2015-2016